# Habertsweiler (Langenneufnach)
Habertsweiler ist ein Kirchdorf und Ortsteil der Gemeinde Langenneufnach im schwäbischen Landkreis Augsburg in Bayern, Deutschland.

## Lage
Habertsweiler liegt in den Stauden.

## Geschichte
Habertsweiler war eine selbstständige Gemeinde im Landkreis Schwabmünchen und wurde am 1. April 1971 im Zuge der Gebietsreform in Bayern in die Gemeinde Langenneufnach eingemeindet und gemeinsam mit dieser am 1. Juli 1972 dem Landkreis Augsburg-West, am 1. Mai 1973 in Landkreis Augsburg umbenannt, zugeschlagen.

## Kirche
Habertsweiler gehört zur katholischen Pfarrei Sankt Martin in Langenneufnach. Die katholische Kapelle St. Leonhard ist ein Neubau von 1771/72.